# Mark Hafnar
Mark Hafnar, slovenski smučarski skakalec, * 11. april 2002.
Največji uspeh je dosegel na mladinskem svetovnem prvenstvu leta 2020 v Oberwiesenthalu, kjer je bil zlat na ekipni tekmi ter bronast na posamični tekmi in tekmi mešanih ekip. Leta 2024 je končal kariero.